# De Kikvorsprinses
De Kikvorsprinses is een Russisch sprookje, waarin Iwan de macht van Kosjej Bessmertni (oud gebeente de onsterfelijke) breekt en huwt met Wassilissa de Wijze.
Het sprookje is als type 402, de dierlijke bruid, geclassificeerd, in de Aarne-Thompson index. Er bestaan onder meer Russische, Italiaanse en Griekse varianten op het verhaal.

## Verhaal

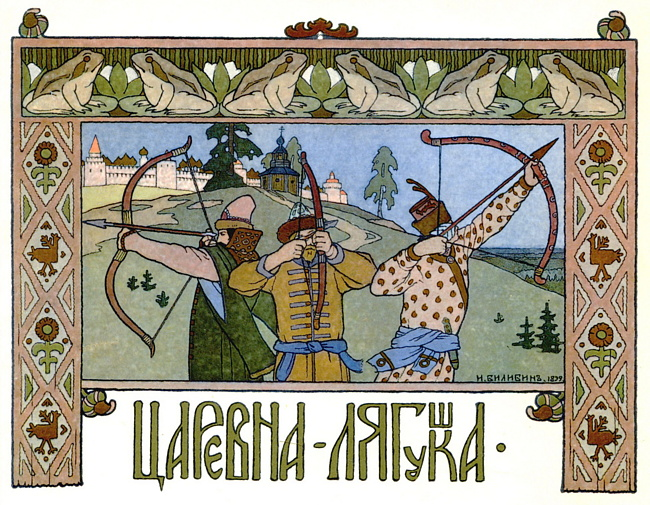
Illustratie van Ivan Bilibin voor De Kikvorsprinses.

Wassilissa is door haar vader, Kostjej Bessmertni voor drie jaar in een kikvors veranderd, omdat hij jaloers is op haar wijsheid. Als de drie zonen van de tsaar een vrouw moeten huwen en pijlen afschieten om haar te vinden, belandt Iwans pijl bij de betoverde kikvors. Zij moet zijn vrouw worden. De andere broers zullen  een bojarendochter en een koopmansdochter trouwen. De tsaar geeft drie opdrachten aan de nieuwe schoondochters: een brood bakken, een tapijt weven en verschijnen aan het banket. De kikvorsprinses bakt het lekkerste brood, weeft het mooiste tapijt en tijdens het banket, als ze haar kikvorshuid thuis bewaart, laat ze uit haar linkermouw een meer voortkomen en uit haar rechtermouw witte zwanen die op het meer zwemmen. Haar schoonzussen proberen net als haar de afgekloven botjes van zwanenvleugels in hun ene mouw en drank in hun andere mouw te verbergen, maar als zij dansen en hun mouwen openen wordt iedereen nat en vliegt een botje in het oog van de tsaar.

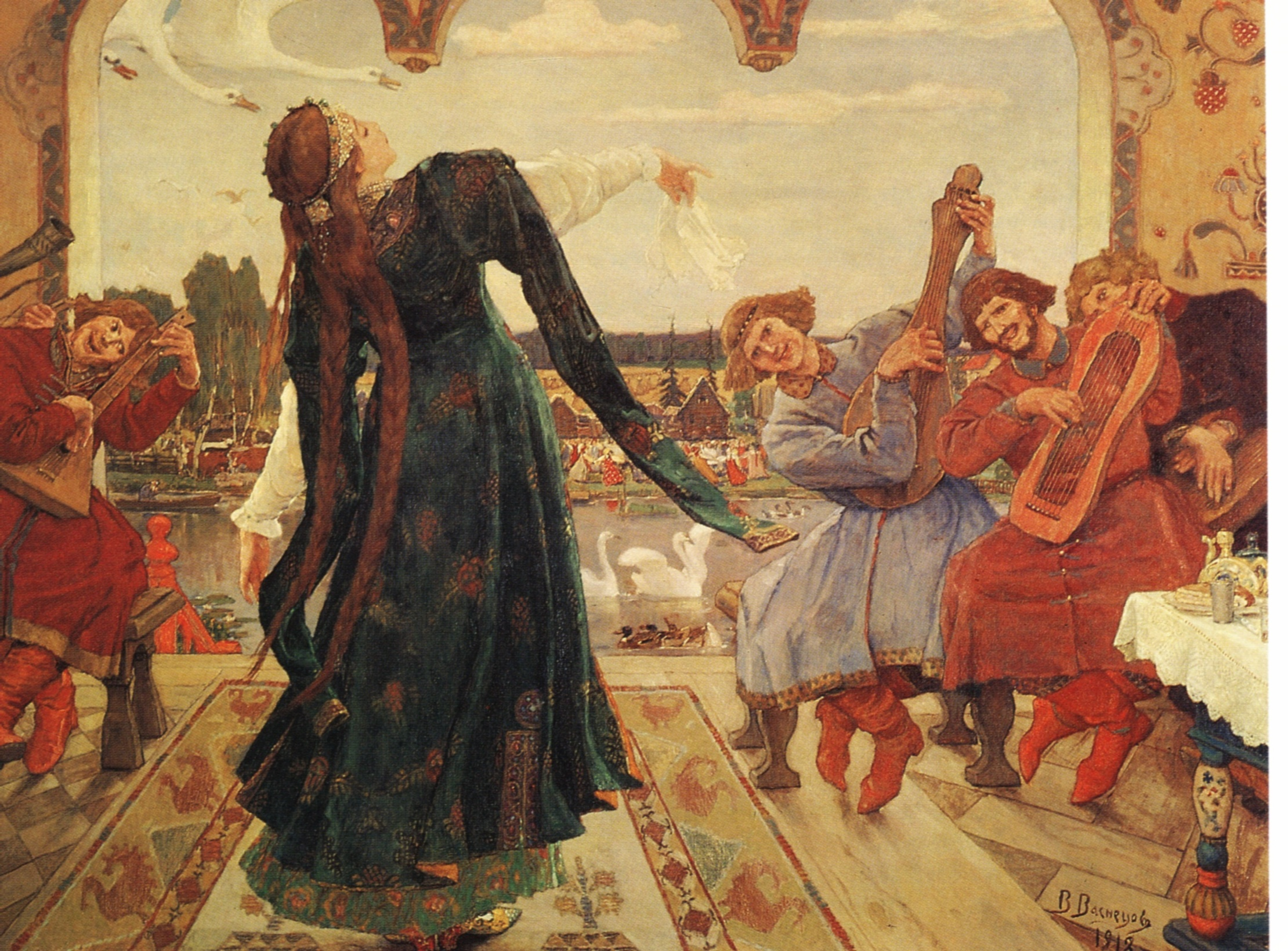
Viktor Vasnetsov, De Kikvorsprinses, 1918

Iwan is ondertussen naar huis gegaan en heeft het velletje van de kikvors verbrand. Maar hierdoor moet Wassilissa verdwijnen naar het rijk van haar vader. Iwan gaat haar zoeken en komt onderweg een beer, een schele haas, een eend en een snoek tegen, wiens leven hij op hun verzoek spaart. Dan komt hij bij het hutje aan zee op kippenpoten, dat razendsnel ronddraait, dat bewoond wordt door de heks Baba Yaga. Iwan vraagt haar waar hij Wassilissa kan vinden. Ze zegt hem dat hij haar vader moet doden om haar te kunnen vinden. Dat kan door de punt van een naald te breken, die in een ei zit, in een eend, in een haas, in een kist, in een eik, bewaakt door Kosjej. Iwan krijgt geen enkele beweging in de eik, maar dan verschijnt de beer, wiens leven hij gespaard heeft. De beer rukt de boom met wortel en al uit, de kist breekt, een haas springt er uit. Iwans haas rijt de vluchtende haas in stukken en een eend vliegt op in de lucht. Iwans eend grijpt de vluchtende eend en een ei valt in zee. Iwans snoek brengt het ei en als Iwan het ei opent en de punt van de naald, die er in zit, breekt, valt Kosjej dood neer en kunnen Iwan en Wassilissa de Wijze trouwen.